# Свяневич, Станислав
Станислав Свяне́вич (пол. Stanisław Swianiewicz; 7 ноября 1899, Двинск, Витебская губерния — 22 мая 1997, Чизлхерст, Большой Лондон или Лондон) — польский учёный, профессор экономики, юрист, писатель и советолог.

## Происхождение и годы юности
Происходил из патриотической интеллигентско-дворянской польской семьи — его прадедушка погиб в ноябрьском восстании 1830 года, дедушка с братом участвовали в январском восстании 1863 года. Родители получили хорошее образование и занимали высокое общественное положение — отец, железнодорожный инженер, работал начальником железнодорожного участка Двинск — Орёл, мать окончила заведение для благородных девушек в Вильне с преподаванием на немецком языке. С детства владел тремя языками: польским, русским и немецким. Как житель приграничной области был доброжелательно настроен к русскому народу и культуре, что до определенного времени выражалось достаточно наивным отношением к тогдашним официальным русским властям. Накануне революции заканчивавший гимназию Свяневич был лидером патриотического кружка польской молодежи в Орле, в который входил в том числе юный Витольд Пилецкий.
По окончании гимназии в Орле учился на юридическом факультете Московского университета, охватывающем тогда совокупность общественных наук, в том числе и экономику. После событий октября 1917 года покинул Москву. Связанный уже ранее с освободительным движением, в 1919 году стал комендантом Польской военной организации в Лифляндии (пол. Inflanty), а после перебрался в Вильно и принял участие в боях с Красной Армией. С мая 1920 года находился в составе отряда, который в октябре того же года принял участие в так называемом бунте генерала Люциана Желиговского (захват района Вильны якобы вышедшими из повиновения Варшаве частями, формально самочинный, но негласно санкционированный Пилсудским).

## Научная карьера
Ещё во время военных действий, на основании зачётной книжки Московского университета с засчитанными двумя курсами обучения, записался на юридический факультет Университета Стефана Батория, который окончил в 1924 году. Прошёл дополнительное обучение в Париже, Бреслау и в Киле. В апреле 1939 года удостоился звания внештатного профессора (лат. professor extraordinarius), присвоенного ему президентом Польши Игнацием Мосцицким. Связанный всё межвоенное время с Университетом Стефана Батория, занимался анализом советской экономики. Считал себя учеником Владислава М. Завадского (пол. Władysław Marian Zawadzki), министра финансов в 1932—1935 годах, приверженца экономического либерализма. Кроме работы в высшем учебном заведении был членом Научно-исследовательского института Восточной Европы — негосударственной исследовательской организации, сосредоточенной на проблемах этой части Европы, а также Института Восточной Европы во Вроцлаве (Бреслау), через который организовал обмен студентами с немецкими университетами. Провёл сравнительное исследование экономики двух стран — Советского Союза и III Рейха. Несмотря на крайне отрицательное отношение к нацизму, смог объективно оценить быстрый рост немецкой экономики. Был противником официальной пропаганды, обостряющей польско-немецкие отношения. Как экономист и знаток экономики западного соседа осознавал, что в надвигающемся столкновении польское государство будет совершенно беззащитно и заранее обречено на сокрушительное поражение.
Печатал, помимо прочего, на страницах «Виленского Курьера» (пол. Kurier Wileński), материалы, касающиеся национального вопроса, а также общественных проблем, работал в разных обществах — на одной из встреч кружка естествоведов Виленского университета познакомился со своей будущей женой, Олимпией из рода Замбжицких. Один из их четверых детей, Витольд Свяневич, является издателем английского перевода книги «В тени Катыни», а дочь, Мария Нагенц — внештатным профессором Варминско-Мазурского Университета в Ольштыне (пол. Uniwersytet Warmińsko-Mazurski w Olsztynie).

## Война и Катынь
Из-за своих явных пронемецких симпатий и контактов, несмотря на возраст и заслуги в науке, 2 августа 1939 года он получил повестку о призыве в армию с назначением на передовую. Участвовал в сентябрьской кампании, а после сражения под Краснобрудом и попытки прорыва в сторону венгерской границы вместе с остатками своего отряда был интернирован советскими властями. Через временный лагерь в Путивле попал в Козельск. Очень быстро сообразил, что это следственный лагерь, где для потребностей НКВД разрабатывали каждого интернированного. 29 апреля 1940 года вместе с другими был вывезен тюремным поездом из Козельска до станции Гнездово около Катыни, где неожиданно его сняли с дальнейшей транспортировки и оставили в поезде, в то время как остальных офицеров вывели из него. Выведенных посадили в автобусы с окнами, замазанными известью и увезли в неизвестном направлении. Ещё долгое время после случившегося на станции Гнездово он не знал, что случилось с его увезёнными спутниками. Как показывают архивные документы, распоряжение о «приостановке этапирования» Свяневича дал 27 апреля зам. наркома внутренних дел и член «тройки» по расстрелу поляков Меркулов. Судя по характеру его дальнейших допросов, руководство НКВД заинтересовалось Свяневичем как специалистом по экономике Германии.
Из-под Катынского леса он попал сначала в тюрьму в Смоленске, затем во внутреннюю тюрьму НКВД на Лубянке и, наконец, в Бутырскую тюрьму в Москве. Он был обвинен в шпионаже на том основании, что якобы в сотрудничестве с польской разведкой собирал материалы об экономике СССР и ездил в Германию (шпионаж против Германии также вменялся ему в вину). По окончании следствия получил приговор: 8 лет заключения, и был направлен в Усть-Вымский ИТЛ.
В августе 1941 года, в рамках амнистии по соглашению Сикорского-Майского, был освобождён из лагеря, но немедленно исключён из категории амнистированных и возвращён обратно. Настойчивые обращения министров Вацлава Комарницкого и Каэтана Моравского к советскому послу в Лондоне и решительные действия польского посла, профессора Станислава Кота, который, минуя дипломатический протокол, настойчиво вмешивался и связывался непосредственно с начальником Усть-Вымского лагеря, привели к окончательному обретению свободы. По прибытии на место формирования армии генерала Андерса он немедленно подал польским властям обстоятельный отчет, касающийся своего пребывания в Козельске, а также о том, что последний раз он видел пропавших офицеров Войска Польского неподалёку от Катынского леса. Несмотря на чинимые советскими властями препятствия, вместе с профессором Станиславом Котом и последними сотрудниками эвакуированного посольства покинул СССР в июле 1942 года. Свидетельство, представленное в 1944 году на специальной встрече послу Великобритании при польском правительстве в Лондоне, стало частью опубликованной в 1948 году под редакцией Здзислава Стахля и снабжённой вступительной статьей генерала Владислава Андерса книги «Катынское преступление» — самым первым обвинением СССР по этому делу в то время.

## Послевоенное время
После войны проживал в Лондоне, что совмещал с работой и лекциями в Индонезии, Соединенных Штатах и Канаде. Дольше всего был связан с Университетом Святой Марии в Галифаксе. Через 18 лет разлуки соединился со своей женой, которой удалось покинуть Польшу после октябрьской оттепели 1956 года. Родные пережили войну в Литве, а после её окончания осели в Тчеве — не тревожимые властями, несмотря на то, что личность Свяневича возникала на многих политических процессах. Давал показания перед созданной в сентябре 1951 года специальной комиссией Конгресса США по расследованию катынского преступления, выступая в маске. В 1970 году в Лондоне, перед поездкой в Данию на так называемые Сахаровские слушания, касался нарушений прав человека в странах восточного блока, а незадолго до выхода своей книги о Катыни пережил покушение — на пустынной улице получил сзади удар по голове от неизвестного преступника, который после покушения убежал. Последние годы профессор жил в доме ветеранов «Антоколь» (пол. Domu Kombatanta "Antokol"), который содержали генерал Тадеуш Пелчинский с женой.
Послевоенную Польшу навестил лишь только один раз — летом 1990 года, когда приехал на бракосочетание внука. Тогда же он присутствовал на торжествах у президента Кракова Яцка Возняковского и был награждён крестом за участие в польско-советской войне 1918—1920 годов.
Похоронен в Галифаксе рядом со своей женой Олимпией.

## Публикации
- Dzieciństwo i młodość («Детство и юность», 1996) — издана в Варшаве на средства семьи профессора, содержит воспоминания периода юности до 1919 года
- Lenin jako ekonomista («Ленин как экономист», 1930)
- Polityka gospodarcza Niemiec hitlerowskich («Экономическая политика нацистской Германии», 1938) — выпущена издательством «Политика» под редакцией Ежи Гедройца
- Forced Labour and Economic Development (Obozy pracy a rozwój ekonomiczny) («Трудовые лагеря и экономическое развитие») — Лондон, 1965, ISBN 0313249830
- W cieniu Katynia («В тени Катыни», 1976) — издана в Париже Литературным институтом, содержит воспоминания о сентябрьской кампании, интернировании, пребывании в Усть-Вымском лагере и главным образом свидетельства очевидца, касающиеся катынского преступления, где он делает вывод, что оно было местью русских (и Сталина) за войну 1920 года и будет омрачать польско-русские отношения ещё долгие годы).
- В тени Катыни. Перевод с польского Вл. Абрамкина. London : Overseas Publications Interchange, 1989.

## Другие материалы
- Dorota Przyłubska, Stanisław Swianiewicz — świadek Katynia (Дорота Пжилубская, Станислав Свяневич — очевидец Катыни) при работе над статьей использовалась биографическая информация из этой статьи
- Александр Зинченко. Последний свидетель Катыни
- Александр Зинченко. Последний свидетель Катыни (окончание)